# Хейе, Хельмут
Хельмут (Гельмут) Гвидо (Гуидо) Александр Хейе (нем. Hellmuth Heye; 9 августа 1895, Беккинген, Саар — 10 ноября 1970, Эстрих-Винкель) — германский военно-морской деятель, вице-адмирал кригсмарине (1.08.1944), политик ФРГ.

## Биография
Сразу же после окончания школы в Берлине 1.04.1914 поступил кадетом в имперский флот.
Участник Первой мировой войны. С 10.5 по 10.08.1914 служил на бронепалубном крейсере «Виктория Луиза», затем — на линкоре «Императрица» (11.08.1914—2.01.1916, 5.03.1916—2.12.1917).
В декабре 1917 — переведён в подводный флот. За боевые отличия был награждён Железным крестом 1-го и 2-го класса.
Лейтенант с 13.7. 1916 года. После демобилизации германской армии оставлен на флоте. В марте—июне 1919 — в составе гвардейского резервного полка участвовал в боях с коммунистами.
С 21.12.1924 служил командиром миноносца G-7, с 24.09.1926 — офицер связи ВМС при командовании сухопутными войсками. С 29.09.1929 — торпедный и вахтенный офицер на крейсере «Нимфа», с 17.04.1929 — торпедный офицер на лёгком крейсере «Кёнигсберг».
1.10.1929 переведён в Морское руководство. Со 2.03.1931 — командир 1-го батальона корабельной кадрированной дивизии «Остзее». 28.09.1932 назначен командиром 4-й полуфлотилии миноносцев. С 1.10.1934 по 11.04.1939 — референт и руководитель группы в Оперативном отделе Морского руководства (с 1935 — ОКМ), одновременно с 16.03.1938 — офицер связи ВМС при Имперском министерстве авиации.
Участник Второй мировой войны. В должности командира 2-й группы военных судов участвовал в операции по захвату Дании и Норвегии.
С апреля 1939 по сентябрь 1940 был первым командиром тяжелого крейсера «Адмирал Хиппер». Командуя «Адмиралом Хиппер» капитан 1-го ранга Х. Хейе во время реализации плана по вторжению германских сил в Норвегию, возглавлял Группу 2, предназначенную для захвата порта Тронхейм в апреле 1940 года, по пути к цели, идя на выручку эсминцу «Бернд фон Арним», атаковал и уничтожил английский эсминец «Глоуворм» (который успел его таранить). Затем, атаковал береговую батарею норвежцев в Хисене, подавив её огонь. После доставки десанта в Тронхейм из-за повреждений (от «Глоуворма») ушёл в Германию.
Х. Хейе через Красный Крест направил послание британскому Адмиралтейству, в котором выразил восхищение храбростью командира и экипажа «Глоуворма», что способствовало награждению капитана (посмертно) первым в период Второй мировой войне Крестом Виктории.
Кроме «Адмирала Хиппера», в состав группы (которая должна была захватить Тронхейм) вошли эскадренные миноносцы «Пауль Якоби», «Теодор Ридель», «Бруно Хейнеман» и «Фридрих Эккольдт». На их борту находилось около 1700 военнослужащих вермахта. Затем совершил несколько плаваний в Северное море. С 5.09.1940 — начальник штаба командующего охраной «Восток», с 19.10.1940 — «Запад».
В 1941 Х. Хейе получил звание вице-адмирала, с 14.02.1941 — адмирала на Юго-Востоке, с 1.07.1941 — командования группы ВМС «Юг».
18.1.1941 награждён Рыцарским крестом Железного креста. С 15 сентября по 9 ноября 1942 исполнял обязанности адмирала Чёрного моря. С 3.12.1942 — начальник штаба Командования группы ВМС «Север», одновременно с 7.06.1943 — начальник штаба флота.
20.4.1944 Х. Хейе — адмирал малых морских боевых сил, в числе которых, мини-подлодки, боевые водолазы и т. д., возглавлял диверсионно-штурмовое соединение ВМС (адмирал диверсионно-штурмовых средств), во главе которого в конце войны провёл несколько успешных операций.
В 1944 году вице-адмирал Хельмут Хейе, командовавший соединением «К», провёл специальное совещание с руководством медицинской службы кригсмарине и ведущими специалистами в области фармакологии, остававшимися на то время в Германии. На совещании также присутствовали офицеры штаба соединения «К» и командиры его дивизионов и ряда отдельных подразделений. Вице-адмирал Х. Хейе заявил, что ввиду сложившейся на тот момент в рейхе ситуации наступила настоятельная необходимость в быстрейшем создании суперсовременного медицинского препарата, нового «чудо-оружия», который позволил бы германским солдатам и матросам переносить отрицательное воздействие стрессовых ситуаций в течение намного более длительного времени, а также дал бы им возможность действовать более уверенно и хладнокровно в любых сложных ситуациях. Адмирала активно поддержал известный диверсант Третьего рейха, любимчик фюрера штурмбанфюрер СС Отто Скорцени.
10.09.1945 был интернирован британскими войсками. 6.12.1946 — освобождён.
После окончания войны был членом группы военно-морской истории в Бремерхафене (1949—1952), советником правительства ФРГ по вопросам создания и организации новой армии. В 1953 году вступил в партию ХДС (Христианско-демократический союз) канцлера К. Аденауэра, возглавлял фракцию партии в федеральном парламенте (бундестаге) с 1953 по 1961. Затем —
военный советник Бундестага (1961—1964).

## Награды
- Рыцарский крест Железного креста (1941)
- Железный крест 1 класса (15 марта 1922)
- Железный крест 2 класса (14 февраля 1918)
- Крест Фридриха Августа 2-го класса (14 февраля 1918)
- Медаль «За выслугу лет в вермахте» (1936)
- Командор Ордена Короны Италии (1937)
- Нагрудный знак подводника (20 ноября 1926)
- Медаль «В память 1 октября 1938 года» (1939)
- Медаль «В память 22 марта 1939 года» (1939)
- Пряжки к Железным крестам 1 и 2 класса (1939, 1940)
- Офицерский Крест Ордена Короны Румынии